# Setebos (luna)
Setebos je Uranov retrogradni nepravilni satelit. 

## Odkritje in imenovanje
Luno Setebos je odkril John J. Kavelaars s svojimi sodelavci 
18. julija 1999. 
Takrat je dobila začasno oznako  S/1999 U 1. 
Uradno ime je  dobila po vlogi iz Shakespearjeve igre Vihar.
Luna je znana je tudi kot  Uran XIX.

## Lastnosti
Parametri tirnice kažejo na to, da bi luna Setebos z lunama Sikoraks in Prospero lahko pripadala dinamični skupini, ki bi imela skupni izvor. 
Vendar barve, ki so jih opazili, tega ne potrjujejo. Setebos izgleda siv v vidnem delu spektra (barvni indeks je B – V = 0,77 ; R – V = 0,35) ,
kar je podobno luni Prospero, vendar se razlikuje od lune Sikoraks, ki je svetlordeča.